# موتر (ألبوم)
 موتر (بالألمانية: Mutter)‏ (كلمة ألمانية تعني الام بالعربية) هو ثالث ألبوم لفرقة رامشتاين. صدر في 2 أبريل 2001.

## السينجل (اغاني منفردة)
1. (قلبي يحترق) Mein Herz brennt
2. (يربط 2-3-4) Links 2-3-4
3. (شمس) Sonne
4. (أُريدُ) Ich will
5. (نار!) !Feuer Frei
6. (أم) Mutter
7. (الصندوق الموسيقي) Spieluhr
8. (خنثى) Zwitter
9. (في، من) Rein, raus
10. (وداعا) Adios
11. (ضباب) Nebel

## الاغاني المصورة (فيديو كليب)
- Sonne
- Links 2-3-4
- Ich will
- Mutter
- Feuer Frei!

## روابط خارجية
- مورر على موقع أول موفي (الإنجليزية)